# Ямново (Кировская область)
 Ямново — деревня в Кировской области. Входит в состав муниципального образования «Город Киров»

## География
Расположена на расстоянии примерно 3 км по прямой на запад-северо-запад от поселка Лянгасово.

## История
Деревня известна с 1764 года как починок Ямовский с 4 душами мужского пола, в 1802 (деревня Ямновская в 7-м селении) 9 дворов. В 1873 году здесь  (Ямновская 7-я или Ямное) дворов 10 и жителей 84, в 1905 15 и 99, в 1926 (Ямново) 21 и 108, в 1950 15 и 52, в 1989 6 постоянных жителей. Административно подчиняется Октябрьскому району города Киров.

## Население
Постоянное население составляло 6 человек (русские 100%) в 2002 году, 16 в 2010.